# Piabucina panamensis
Piabucina panamensis är en fiskart som beskrevs av Gill, 1877. Piabucina panamensis ingår i släktet Piabucina och familjen Lebiasinidae. Inga underarter finns listade i Catalogue of Life.